# Scotia Plaza
Scotia là một tòa nhà cao tầng tại Toronto, Canada. Tòa nhà này được xây xong năm 1988, cao 275 m, có 68 tầng. Đến năm 2008, đây là tòa nhà cao thứ 64 thế giới.